# سسکک سائوتومه
سسکک سائوتومه (نام علمی: Prinia molleri) نام یک گونه از سرده سسکک است.